# Сан Дамијано (Болоња)
Сан Дамијано (итал. San Damiano) је насеље у Италији у округу Болоња, региону Емилија-Ромања.
Према процени из 2011. у насељу је живело 25 становника. Насеље се налази на надморској висини од 667 м.